# 李慧珍 (歌手)
李慧珍（1977年3月5日—），浙江温州人，中国大陆歌手。

## 生平
2004年因病退出歌坛。2006年复出。
2007年首次在北京星光现场举行演唱会。2009年发行单曲《女人的情歌》。

## 专辑
- 《在等待》
- 《状态》
- 《寻找李慧珍》
- 《爱死了》
- 《女人的情歌》
- 《只需要一首歌》
- 《爱的神话》
- 《燃烧翅膀》
- 《亲爱的，这不是我要的》

## 综艺
2017年 蒙面唱將猜猜猜
2021年 乘风破浪的姐姐 (第二季)选手